# Izumi (imię)
Izumi (jap. いずみ, いづみ, イズミ, イヅミ, 泉) – imię japońskie noszone częściej przez kobiety niż przez mężczyzn. Jest używane jako imię, nazwisko lub nazwa miejsca.

## Możliwa pisownia
Izumi można zapisać używając wielu różnych znaków kanji i może znaczyć m.in.:
- 泉, „źródło”[1]
- 和泉,
- 泉水, „wiosna, woda”

## Znane osoby
o imieniu Izumi
- Izumi Inamori, japońska aktorka
- Izumi Mori, japońska aktorka i modelka
- Izumi Sakai (泉水), piosenkarka J-popowa i autorka tekstów
- Izumi Yamada (いずみ), japońska skoczkini narciarska

o nazwisku Izumi
- Hiroshi Izumi (泉), japoński judoka i zawodnik mieszanych sztuk walki (MMA)
- Megumi Izumi (泉), japońska biathlonistka

## Fikcyjne postacie
o imieniu Izumi
- Izumi Akazawa (泉美), bohaterka light-novel, mangi i anime Another
- Izumi Curtis (イズミ), bohaterka mangi i anime Fullmetal Alchemist
- Izumi Izosaki (泉), bohaterka mangi I"s
- Izumi Kanai (泉), bohaterka filmu i mangi Battle Royale
- Izumi Miyamura (伊澄), bohater mangi i anime Hori-san to Miyamura-kun
- Izumi Sena (泉水), bohater mangi i anime Love Stage!!

o nazwisku Izumi
- Eiko Izumi (和泉), bohaterka mangi i anime Kamen no Maid Guy
- Konata Izumi (泉), główna bohaterka mangi i anime Lucky Star
- Sano Izumi (泉), jeden z głównych bohaterów mangi Hanazakari no kimitachi e
- Shion Izumi (和泉), bohater mangi i anime Gantz
- Tomoe Izumi (和泉), bohater mangi Princess Princess +